# Shijō Saikyō no Daimaō, Murabito A ni Tensei Suru
Shijō Saikyō no Daimaō, Murabito A ni Tensei Suru (史上最強の大魔王、村人Aに転生する lit. El mayor Señor Demonio de la historia se reencarna como aldeano A?), conocida en inglés como The Greatest Demon Lord is Reborn as a Typical Nobody, es una serie de novelas ligeras japonesas escritas por Myōjin Katō e ilustradas por Sao Mizuno. Comenzó a serializarse en línea en agosto de 2017 en el sitio web de publicación de novelas generados por usuarios Shōsetsuka ni Narō. Más tarde fue adquirido por Fujimi Shobō, que ha publicado cinco volúmenes desde el 19 de mayo de 2018 bajo su sello Fujimi Fantasia Bunko. La novela ligera tiene licencia en Norteamérica por Yen Press. Una adaptación a manga con ilustraciones de Misuho Kotoba ha sido serializada en la revista de manga Gekkan Big Gangan de Square Enix desde el 25 de febrero de 2019, y se ha recopilado en cinco volúmenes tankōbon hasta el momento. Una adaptación de la serie a anime por Silver Link y Blade se estrenó el 6 de abril de 2022.

## Argumento
Como la entidad más poderosa de todos los tiempos, el Señor Demonio Varvatos cree que la vida es bastante aburrida. Cuando toma el asunto en sus propias manos y decide reencarnar, calibra su fuerza mágica para que sea perfectamente normal. Pero no hay forma de que pudiera haber predicho que todos en el mundo moderno serían débiles como insectos, ¡lo que significa que él está totalmente dominando el mundo una vez más! Renacido bajo el nombre de Ard, tiene mujeres que lo adulan, la familia real rogándole que se convierta en el próximo rey y un antiguo subordinado que insiste en matarlo. ¡Pero Ard tiene una mente de un solo camino, y no se detendrá ante nada para lograr su objetivo final!

## Personajes
Ard Meteor (アード・メテオール Ādo Meteōru?)
 Seiyū: Toshinari Fukamachi, Rie Takahashi (joven), Gabriel Ramos (español latino)
Él es el Señor Demonio Varvatos que derrotó a los Dioses Malignos y unió al mundo. Elige reencarnarse tres mil años en el futuro debido a la soledad provocada por su poder abrumador.
Ireena Litz de Olhyde (イリーナ・リッツ・ド・オールハイド Irīna Rittsu do Ōruhaido?)
 Seiyū: Wakana Maruoka, Nycolle González (español latino)
Es la amiga de la infancia de Ard Meteor. Ella es de la familia Olhyde, pero era solo un alias ya que su familia proviene del linaje verdadero y real de la familia real de la nación, lo que la convierte en la verdadera princesa de Laville. También es descendiente de Lydia, quien lleva la sangre de los Dioses Malignos. Debido a ello, Elzard pretendió sacrificarla para revivir a un Dios del Mal, pero Ard logró rescatar a Ireena a tiempo y acaba con Elzard. En el volumen 4 se revela que ella y Ard están casados y tienen una hija llamada Ellis Meteor, además de tener una nieta llamada Iris Meteor.
Ginny Fin de Salvan (ジニー・フィン・ド・サルヴァン Jinī Fin do Saruvan?)
 Seiyū: Hina Yōmiya, Gaby Ugarte (español latino)
Una joven súcubo a la que acosan mucho. Ella se enamora a Ard después de haberla rescatado, por lo que lo convence a crear su propio harem. Posee un parecido físico con Momo Belia Deviluke, personaje del manga To Love-Ru.
Sylphy Marheaven (シルフィー・メルヘヴン Shirufī Meruhevun?)
 Seiyū: Ayaka Ōhashi, Verania Ortiz (español latino)
Era una soldado en el Ejército del Señor Demonio anteriormente conocida como Raging Champion (レイジング・チャンピオン Reijingu Chanpion?). Pasó miles de años entrenando en el Bosque Fantasma para derrotar a Ard Meteor. 
Olivia vel Vine (オリヴィア・ヴェル・ヴァイン Orivia veru Vain?)
 Seiyū: Mie Sonozaki, Jessica Ángeles (español latino)
Es una de los Cuatro Reyes Celestiales.
Varvatos (ヴァルヴァトス Varuvatosu?)
 Seiyū: Kōhei Amasaki
El Señor Demonio que derrotó a los Dioses Malignos y unió al mundo. Reencarnó tres mil años después como Ard Meteor. 
Lydia Beginsgate (リディア・ビギンズゲート Ridia Biginzugēto?)
 Seiyū: Yuki Kaida, Gabriela Ortiz (español latino)
Compañera de Varvatos, quien lo ayudó a derrotar a los Dioses Malignos. Sylphy la ve como una hermana mayor. Ireena es una descendiente directo de ella.
Verda El Hazard (ヴェーダ・アル・ハザード Vēda Aru Hazādo?)
 Seiyū: Yui Ogura, Gabriela Gris (español latino)
Una exmiembro de los Cuatro Reyes Celestiales. Es una erudita mágica que trabaja en el instituto de investigación de la antigua capital, Kingsglaive.
Alvarto Exex (アルヴァート・エグゼクス Aruvāto Eguzekusu?)
 Seiyū: Takehito Koyasu, Alejandro Orozco (español latino)
Es uno de los Cuatro Reyes Celestiales. Según Ard, en términos de poder, es el miembro más fuerte del grupo. Actúa como un antagonista secundario de la serie.
Lizer Bellphoenix (ライザー・ベルフェニックス Raizā Berufenikkusu?)
 Seiyū: Kenta Miyake, Jesús Cortés (español latino)
Uno de los Cuatro Reyes Celestiales del Ejército del Rey Demonio. Un viejo general que es un anciano veterano. Tiene un alto ideal y tiene el mejor brazo mágico a gran escala de los reyes celestiales. Guía al ejército con una fuerte defensa.
Elzard (エルザード Eruzādo?)/Jessica von Velgr la Melldies de Rainsworth (ジェシカ・フォン・ヴェルグ・ラ・メルディエス・デ・レインズワース Jeshika Fon Vuerugu ra Merudiesu de Reinzuwaasu?)
 Seiyū: Yukana, Casandra Acevedo (español latino)
Reina de los dragones y personaje antagonista. Un dragón antiguo que casi destruye el mundo después de que Varvatos desapareciera. Se hizo pasar por Jessica, una instructora de la Academia Nacional de Magia de Laville que fue asesinada por demonios tiempos atrás. Su objetivo es secuestrar a Ireena para sacrificarla con el objetivo de revivir a un Dios del Mal y usarlo para destruir el mundo, ya que ella posee la sangre de los Dioses Malignos por ser descendiente de Lydia. Pero su plan es frustrado por Ard, quien rescata a Ireena y mata a Elzard.
Ellis Meteor (エリス・メテオール Erisu Meteōru?)
Es la futura hija de Ard Meteor e Ireena Litz de Olhyde y madre de Iris Meteor. Viajó en el tiempo hasta el presente para salvar a su madre Ireena de un peligro inminente. Ella ama mucho a sus padres, pero le tiene un desprecio hacia Ard por ser un mujeriego en el futuro.
Iris Meteor (アイリ・メテオール Irisu Meteōru?)
Es la futura hija de Ellis y nieta de Ard Meteor e Ireena Litz de Olhyde.

## Contenido de la obra

### Novela ligera
Shijō Saikyō no Daimaō, Murabito A ni Tensei Suru está escrita por Myōjin Katō e ilustrada por Sao Mizuno. Comenzó a serializarse en línea en agosto de 2017 en el sitio web de publicación de novelas generadas por usuarios Shōsetsuka ni Narō. Más tarde fue adquirido por Fujimi Shobō, que ha publicado ocho volúmenes desde el 19 de mayo de 2018 bajo su sello Fujimi Fantasia Bunko. Está autorizado en inglés por Yen Press.
| Volúmenes de novelas ligeras publicadas | Volúmenes de novelas ligeras publicadas                                                       | Volúmenes de novelas ligeras publicadas | Volúmenes de novelas ligeras publicadas                                    |
| Número                                  | Título                                                                                        | Fecha de lanzamiento                    | ISBN                                                                       |
| --------------------------------------- | --------------------------------------------------------------------------------------------- | --------------------------------------- | -------------------------------------------------------------------------- |
| 1                                       | «El estudiante de honor que mata mitos» (神話殺しの優等生 Shinwa-goroshi no yūtōsei?)         | 19 de mayo de 2018                      | ISBN 9784040726823                                                         |
| 2                                       | «El campeón furioso» (激動の勇者 Gekidō no yūsha?)                                            | 20 de julio de 2018                     | ISBN 9784040726908                                                         |
| 3                                       | «La catástrofe del gran héroe» (大英雄のカタストロフィ Dai eiyū no katasutorofi?)             | 20 de noviembre de 2018                 | ISBN 9784040729657                                                         |
| 4                                       | «El erudito divino solitario» (孤独の神学者 Kodoku no shingaku-sha?)                          | 20 de abril de 2019                     | ISBN 9784040729664                                                         |
| 5                                       | «Bautismo papal» (教皇洗礼 Kyoukou Senrei?)                                                   | 20 de agosto de 2019                    | ISBN 9784040732312 (edición regular) ISBN 9784040732305 (edición especial) |
| 6                                       | «Antiguo nadie típico» (元・村人Ａ Moto Murabito A?)                                          | 18 de enero de 2020                     | ISBN 9784040734330                                                         |
| Especial                                | «La vida maravillosa de un nadie típico» (村人Ａの華麗なる日々 Murabito A no kareinaru hibi?) | 18 de enero de 2020                     | ISBN 9784040734354                                                         |
| 7                                       | «Payaso Dios Maligno» (外なる神のピエロ Sotonarukami no piero?)                               | 20 de noviembre de 2020                 | ISBN 9784040734347                                                         |
| 8                                       | «El despertar de la diosa» (女神の覚醒 Megami no kakusei?)                                    | 20 de abril de 2021                     | ISBN 9784040740683                                                         |

### Manga
Una adaptación a manga con ilustraciones de Misuho Kotoba ha sido serializada en la revista de manga Gekkan Big Gangan de Square Enix desde el 25 de febrero de 2019. Hasta el momento se han publicado cinco volúmenes tankōbon.
| Volúmenes de manga publicados | Volúmenes de manga publicados | Volúmenes de manga publicados |
| Número                        | Fecha de lanzamiento          | ISBN                          |
| ----------------------------- | ----------------------------- | ----------------------------- |
| 1                             | 9 de agosto de 2019           | ISBN 9784757562455            |
| 2                             | 12 de febrero de 2020         | ISBN 9784757565234            |
| 3                             | 25 de agosto de 2020          | ISBN 9784757568150            |
| 5                             | 25 de febrero de 2021         | ISBN 9784757571174            |
| 5                             | 25 de septiembre de 2021      | ISBN 9784757574922            |

### Anime
Se anunció una adaptación de anime en el evento «Kadokawa Light Novel Expo 2020» el 6 de marzo de 2021. La serie de televisión es producida por los estudios Silver Link y Blade y dirigida por Mirai Minato, con Michiko Yokote escribiendo los guiones de la serie, Takayuki Noguchi adaptando los diseños de personajes de Sao Mizuno para animación y Takeshi Nakatsuka componiendo la música. Se estrenó el 6 de abril de 2022. El tema de apertura es «Be My Friend!!!» por Ayaka Ōhashi. Crunchyroll obtuvo la licencia de la serie fuera de Asia.
El 11 de abril de 2022, Crunchyroll anunció que la serie recibirá un doblaje tanto en inglés como en español, que se estrenó el 4 de mayo.